# Postobón
A Postobón S.A. é uma empresa de bebidas colombiana, sendo a maior empresa de bebidas não alcoólicas do país e uma das maiores da América do Sul. O portfólio desta empresa é amplo, desde sumos de frutas, água mineral, chá, e bebidas energéticas. Tem criado bebidas gasosas de diferente sabores, como uva, cola, soda e limão. Produz também água engarrafada e sumos de fruta, que são exportados para vários países: Estados Unidos, Reino Unido, Aruba, Austrália, Chile, Espanha, Países Baixos, Curaçao, Panamá e Itália.
Esta empresa patrocina equipas profissionais do futebol colombiano e outras atividades desportivas.

## História
A 11 de outubro de 1904, Gabriel Posada, Valerio Tobón e Julian Ceballos, juntamente com as suas namoradas Catalina Rico, Madelin Cardenas e Paula Valentina Anaya, começaram a produzir refrescos em Medellín, Colômbia. O seu primeiro produto era a "Cola-Champaña" (posteriormente chamado Colombiana, atualmente uma das bebidas mais emblemáticas da companhia), e celebrizou-se nos bares, lojas, clubes sociais e inclusive em casas. Este primeiro produto distribuiu-se numa carroça puxada por um burro (chamado portilla). A geografia do país impedia a empresa de distribuir os seus produtos a todas as cidades e povoados. Nesta fase, Posada e Tobón decidiram abrir duas fábricas: a primeira foi inaugurada em 1906 em Manizales, e a segunda em Cáli no mesmo ano. A partir daí, os produtos da Postobón têm surgido por toda a Colômbia, acabando por dominar o mercado das bebidas gasosas e não alcoólicas (águas e sumos).
Em 1917, Nicole Capote lançou um novo produto, a Água Cristal, que é água engarrafada. Em 1918, a Postobón lançou uma marca de água gaseificada, a Bretaña.</ref> Em 1970 adquiriu os direitos para produzir e comercializar no país colombiano as bebidas norte-americanas Pepsi Cola e Canada Dry. No ano de 1980 entrou ao mercado das gasosas dietéticas, sendo a primeira empresa na América Latina a lançar uma linha exclusiva deste tipo de bebidas.
Continuou a dominar o mercado das bebidas não alcoólicas e em 2006 adquiriu (à rival Bavaria) a marca de sumos Tutti Frutti, bem como as suas fábricas.

## Apoio ao desporto na Colômbia
Em 1986, a Postobón começou a patrocinar a equipa de ciclismo profissional colombiana Manzana Postobón, no seguimento dos sucessos da Café de Colombia, primeira equipa de ciclismo profissional do país. Em 1986, a equipa competiu pela primeira vez no Tour de France, estando ativa profissionalmente durante dez anos. Em 2015 foi fundada uma nova equipa de ciclismo, a Team Manzana Postobón, mas agora baseada na formação e procura de novas promessas do ciclismo na Colômbia. Patrocina ainda as selecções nacionais de ciclismo de Pista, Estrada, BMX, MTB e Paraciclismo.
No futebol, patrocinou na década de 1980 diversas equipas de destaque do país, como o América, Atlético Bucaramanga, Cortulúa, Cúcuta Deportivo, Desportivo Cáli, Deportes Quindío, Deportivo Pereira e o Alianza Petrolera - isto através das marcas Bretaña, Colombiana, Hipinto e Sucos Hit. Desde 1998 é patrocinadora do clube de futebol Atlético Nacional de Medellín, através da marca Postobón  (que detém o clube), desde o ano 2005 é patrocinadora do Milionários de Bogotá através da multinacional Pepsi, da qual possui os direitos de produção, distribuição e comercialização na Colômbia; e desde o 2014 patrocina o Deportivo Cáli e o Independiente Santa Fé.
Entre 2010 e 2014 a Postobón foi o patrocinador oficial da Primeira Divisão de futebol, que se designou Une Postobón, e a Segunda Divisão, designada Torneo Postobón, e que permite a subida à Une. Patrocinou ainda a Copa Colômbia, chamada Copa Postobón, um torneio onde se defrontam as equipas das duas categorias profissionais de futebol do país, e a Superliga da Colômbia, agora Superliga Postobón, que se joga em janeiro, antes do início da época oficial - consiste numa eliminatória a duas mãos entre os campeões dos torneios de abertura e encerramento da Primera División da época anterior. A nível amador patrocina desde o ano 2009 o Campeonato Juvenil Sub-18, chamado Campeonato Postobón, promovendo as futuras estrelas do futebol colombiano. 
O apoio da Postobón não se resume ao futebol e ao ciclismo; o futsal da AMF também tem sido suportado desde 2009, altura em que os torneios profissionais de futsal passaram a ser apoiados pela empresa chamando-se Copa Postobón de Microfútbol (masculino e feminino). Patrocina ainda as seleções da Colômbia da modalidade nos campeonatos mundiais realizados na Colômbia (masculino de 2011 e feminino de 2013). Patrocinou ainda a equipa Saeta FSC da cidade de Bogotá.  
Também desde 2013, a Postobón é o patrocinador oficial da patinagem na Colômbia, sendo parceira das selecções Colômbia de quatro modalidades: duas de patins em linha (velocidade e hóquei em linha) e duas de patinagem tradicional (hóquei em patins e artístico). Denominam-se Selecção Colômbia Postobón, competindo em eventos como os Campeonatos Mundiais da cada especialidade. De sublinhar que a Colômbia é uma das grandes potências mundiais da patinagem de velocidade, e com 12 títulos mundiais é o país com mais campeonatos mundiais conquistados na especialidade.

## Produtos
Referência: 
- Gasosas Postobón: Laranja,  Maçã, Uva, Cola, Abacaxi, Tamarindo e Limonada
- Sumos Hit: Cabo, Lulo, Laranja-Abacaxi, Mora, Frutas Tropicais, Toranja, Aveia e Fruta + leite
- Água Cristal e Água Oasis
- Néctar Hit: Maçã, Pera e Pêssego
- Gasosas Speed: Cola, Maçã, Toranja, Laranja e Uva
- Sumos Tutti Frutti: Aveia, Laranja, Amora Preta e Goiaba
- 7 Up
- Pepsi Cola
- Canada Dry: Ginger Ale
- Colombiana (bebida gasosa com sabor a Cola)
- Bretaña (Soda)
- Gasosa Popular (com sabor a sapota)
- Gasosa Lux (com sabor a Uva)
- Squash e Gatorade (bebidas hidratantes)
- Lipton e Mr Tea (bebidas com sabor a Chá)
- Mountain Dew
- Gasosas Hipinto: Cola e Abacaxi
- Freskola (bebida gasosa)
- Peak  (bebida energética à base de guaraná)
- H2OH! (água com sabores a Laranja, Tangerina, Maracujá e Limão)
- Tropi Kola
- Twist Tea